# Hasići (Ribnik)
Hasići (szerbül: Хасићи) falu Bosznia-Hercegovinában, a Szerb Köztársaságban, Ribnik községben. A boszniai háború előtti Hasići falunak a Szerb Köztársaság területére eső, lakatlan része.

## Fekvése
Bosznia-Hercegovina északnyugati részén, Banja Lukától légvonalban 45, közúton 70 km-re délnyugatra, községközpontjától légvonalban 9, közúton 17 km-re északnyugatra, a Šiša-hegység területén fekszik.

## Népessége
| Nemzetiségi csoport | Népesség 1991 | Népesség 2013 |
| ------------------- | ------------- | ------------- |
| Szerb               | 16            | 0             |
| Bosnyák             | 415           | 0             |
| Horvát              | 0             | 0             |
| Jugoszláv           | 0             | 0             |
| Egyéb               | 0             | 0             |
| Összesen            | 431           | 0             |

## Története
Hasići falu 1878-ig tartozott az Oszmán Birodalomhoz, majd az Osztrák-Magyar Monarchia része lett. 1879-ben az első osztrák-magyar népszámlálás során Hasićin 13 házat és 89 muszlim lakost számláltak. 1910-ben a településen 26 házat, 138 muszlim és 17 ortodox szerb lakost számláltak. A monarchia szétesésével 1918-ben előbb a Szerb-Horvát-Szlovén Királyság, majd 1929-től a Jugoszláv Királyság része. 1921-ben 29 házat és 133 lakost számláltak. 1945-től Hasići a szocialista Jugoszlávia része volt.
A boszniai háború idején 1992 májusában és júniusában a település drámai napokat élt át. 1995 végén az innen nyugatra fekvő Lanište falu határában a Babina dolina néven ismert helyen találták meg a Lanište II. jelű tömegsírt, amely mintegy 2,7 kilométerre van a Lanište-hágótól. Itt a környékbeli falvakból származó 77 bosnyák maradványait exhumálták, akiket 1992. június 1-jén öltek meg a velagići általános iskola előtt. Azután ölték meg őket, hogy Vojići, Hasići, Nezići, Hadzići és Velagići településeiről érkező férfiakat behívták a velagići rendőrállomásra. A felhívásra jelentkezőket a katonai rendőrök lefogták és a régi iskola helyiségeibe kényszerítették, majd késő este innen kiűzték és lelőtték őket. Néhány bosnyák túlélte a lövöldözést. Az iskola előtt fekvő sebesülteket fejbe lőtték. A második napon a holttesteket teherautókba pakolták, és elvitték a Babina völgyébe, ahol eltemették őket.
A település 1995 szeptemberéig a szerb félkatonai egységek megszállása alatt állt, amikor a Bosznia-Hercegovinai Hadsereg, a Horvát Védelmi Tanács (HVO) és a Horvát Hadsereg (HV) által vezetett közös akciók során felszabadították. 1995-ben a Sana hadművelet során szerb lakossága a visszavonuló szerb csapatokkal együtt elmenekült. A boszniai háborút lezáró daytoni békeszerződés rendelkezése alapján az ország területét felosztották a Bosznia-hercegovinai Föderáció és a boszniai Szerb Köztársaság között. A békeszerződés utáni területmegosztási megállapodás értelmében a háború előtti település területének egyik fele, 10,29 km2 területtel a Boszniai Szerb Köztársasághoz és Ribnik községhez került, míg a település területének másik fele, 12,50 km2 területtel a Bosznia-hercegovinai Föderáció Una-Szanai kantonjában levő Ključ község területénél maradt.